# Colección de la Herencia Cubana
La Colección de la Herencia Cubana (en inglés: Cuban Heritage Collection) es un repositorio académico de la biblioteca de la Universidad de Miami.

## Colección
Alberga el mayor depósito de materiales sobre Cuba fuera de la isla y ofrece la colección más completa de recursos sobre la historia del exilio cubano y la experiencia global de la diáspora cubana.
La colección aúna a investigadores, estudiantes y visitantes de todo el mundo, que pueden explorar y descubrir una gama de información amplia y en constante expansión. Estos materiales incluyen tanto obras recientemente publicadas, como libros raros y contemporáneos, revistas, libros de artistas y periódicos, así como materiales de archivo que incluyen documentos personales, registros organizativos, correspondencia, manuscritos, fotografías, mapas, trabajos en papel, contenido audiovisual, efímeros y crecientes colecciones nacidas digitales y digitalizadas. 
Además, la Colección organiza un calendario de eventos y programas, y organiza exposiciones con el fin de mostrar la riqueza del repositorio. La amplitud de la Colección del Patrimonio Cubano de las Bibliotecas de la Universidad de Miami refuerza la misión hemisférica de la Universidad y su compromiso con una relación continua con sus vecinos.

## Becas de investigación
El programa Goizueta Foundation Graduate Fellowship ofrece fondos para investigadores jóvenes.